# Neurobasis
Neurobasis is een geslacht van libellen (Odonata) uit de familie van de beekjuffers (Calopterygidae).

## Soorten
Neurobasis omvat 13 soorten:
- Neurobasis anderssoni Sjöstedt, 1926
- Neurobasis anumariae Hämäläinen, 1989
- Neurobasis australis Selys, 1878
- Neurobasis awamena Michalski, 2006
- Neurobasis chinensis (Linnaeus, 1758)
- Neurobasis daviesi Hämäläinen, 1993
- Neurobasis florida Hagen in Walker, 1853
- Neurobasis ianthinipennis Lieftinck, 1949
- Neurobasis kaupi Brauer, 1867
- Neurobasis kimminsi Lieftinck, 1955
- Neurobasis longipes Hagen, 1887
- Neurobasis luzoniensis Selys, 1879
- Neurobasis subpicta Hämäläinen, 1990